# Битка при планината Алгид
Битката при планината Алгид (на латински: Mons Algidus) се състои през 458 пр.н.е. между Римската република и еквите при планинната Алгид в Лациум (дн. Лацио, Италия) на 31 км от Рим.
Племената екви, сабини и волски заплашват Рим. Затова е избран Цинцинат за диктатор, който побеждава еквите близо до планината Алгид. В битката участва и суфектконсула на годината Луций Минуций Есквилин Авгурин. Генерал на еквите е Гракх Клелий (на латински: Gracchus Clelius).